# Denis Rey
Denis Rey (La Tronche, 9 febbraio 1966) è un ex sciatore alpino francese.

## Biografia
Specialista delle prove veloci originario di Brignoud di Villard-Bonnot, Rey debuttò in campo internazionale ai Mondiali juniores di Sugarloaf 1984, dove vinse la medaglia d'oro nella discesa libera; in Coppa del Mondo ottenne il primo piazzamento il 20 marzo 1988 a Åre in combinata (13º) e il miglior risultato il l'11 gennaio 1990 a Schladming in discesa libera (4º). Ai Mondiali di Saalbach-Hinterglemm 1991, sua prima presenza iridata, si classificò 11º nella medesima specialità, mentre ai XVI Giochi olimpici invernali di Albertville 1992, sua unica presenza olimpica, si piazzò 27º nella discesa libera e non completò la combinata. Bissò il miglior piazzamento in Coppa del Mondo il l'11 gennaio 1993 a Garmisch-Partenkirchen in discesa libera (4º) e prese per l'ultima volta il via nel massimo circuito internazionale il 2 febbraio 1996 nelle medesime località e specialità, ultima gara della sua carriera (28º).

## Palmarès

### Mondiali juniores
- 1 medaglia:
  - 1 oro (discesa libera a Sugarloaf 1984)

### Coppa del Mondo
- Miglior piazzamento in classifica generale: 49º nel 1993

### Campionati francesi
- 1 medaglia (dati parziali, dalla stagione 1985-1986):
  - 1 oro (discesa libera[senza fonte] nel 1986)